# Stephan Wendehorst
Stephan Wendehorst (* 6. Dezember 1967) ist ein deutscher Historiker.

## Leben
Wendehorst absolvierte von 1988 bis 1991 ein Studium der Neueren und der Alten Geschichte, der Volkswirtschaft und der Rechtswissenschaften an der Universität München. 1996 folgte die Promotion zum Dr. phil. in Neuerer Geschichte an der Universität Oxford mit der Arbeit British Jewry, Zionism and the Jewish State, 1936–1956, bei David Sorkin und Peter Pulzer.
1997/1998 war er Wissenschaftlicher Mitarbeiter des Projekts „Die Allianz und die deutsche Versicherungswirtschaft 1933-45“ unter der Leitung von Gerald Feldman. Von 1999 bis 2005 war er Wissenschaftlicher, seit 2000 Leitender Wissenschaftlicher Mitarbeiter in der Funktion des Stellvertreters des Direktors des Simon-Dubnow-Instituts für jüdische Geschichte und Kultur an der Universität Leipzig. 2004/2005 war er Jahresstipendiat der Fritz Thyssen Stiftung für Wissenschaftsförderung mit dem Thema „Die Universität Leipzig zwischen Staat, Nation und Wissenschaftsgemeinschaft. Strukturen, Biographien und Selbstverständnis“. Von 2006 bis 2008 war er Feodor-Lynen Stipendiat der Alexander von Humboldt-Stiftung an der Historischen Kommission der Österreichischen Akademie der Wissenschaften zum Thema „Marktbreit. Der Kaiser, die Schwarzenberg und die Juden. Eine Mikrogeschichte des Aufstiegs und Niedergangs eines imperialen jüdischen Raums“. 2009/2010 war er Feodor-Lynen Rückkehrstipendiat der Alexander von Humboldt Stiftung am Historischen Institut der Universität Gießen mit dem Thema „Die vergessene Seite der Emanzipation. Die Juden in der Religionsverfassung des Römisch-Deutschen Reichs und seiner Nach‑, Teilnach- und Nachnachfolgestaaten“. 2010 war er Gastdozent an der Philosophischen Fakultät der Universität Freiburg/Université de Fribourg. 2010/2011 war er Leitender Wissenschaftlicher Mitarbeiter am Lehrstuhl für die Geschichte der Frühen Neuzeit der Universität Gießen. Er lehrt als Senior Scientist am Institut für Rechts- und Verfassungsgeschichte der Universität Wien.
Wendehorst ist mit der Rechtswissenschaftlerin Christiane Wendehorst verheiratet.

## Schriften (Auswahl)
- mit Andreas Gotzmann: Juden im Recht. Neue Zugänge zur Rechtsgeschichte der Juden im Alten Reich. Duncker & Humblot, Berlin 2019.
- Die Anatomie frühneuzeitlicher Imperien. Herrschaftsmanagement jenseits von Staat und Nation: Institutionen, Personal und Techniken. De Gruyter, Berlin 2015.
- mit Dieter J. Hecht, Louise Hecht, Kerstin Mayerhofer, Avraham Siluk (Hrsg.): Quellen zur jüdischen Geschichte im Heiligen Römischen Reich und seinen Nachfolgestaaten : Judendeutsch, Jiddisch, Hebräisch, Judenspanisch, 16.–20. Jahrhundert. Böhlau, Köln 2014.
- Die höchsten Reichsgerichte als mediales Ereignis. Oldenbourg, München 2012.
- British Jewry, Zionism, and the Jewish State, 1936–1956. Oxford University Press, Oxford 2012.
- Die Reichsstadt Frankfurt als Rechts- und Gerichtslandschaft im Römisch-Deutschen Reich. Oldenbourg, München 2008.
- (Hrsg.) Bausteine einer jüdischen Geschichte der Universität Leipzig. Leipzig 2006.
- mit Siegrid Westphal (Hrsg.): Lesebuch altes Reich. Oldenbourg, München 2006.